# Lianbu
Lianbu är en socken i Kina. Den ligger i provinsen Sichuan, i den sydvästra delen av landet, omkring 330 kilometer söder om provinshuvudstaden Chengdu. Antalet invånare är 3 115. Befolkningen består av 1 555 kvinnor och 1 560 män. Barn under 15 år utgör 39 %, vuxna 15-64 år 53 %, och äldre över 65 år 6,0 %.
Genomsnittlig årsnederbörd är 1 080 millimeter. Den regnigaste månaden är juli, med i genomsnitt 250 mm nederbörd, och den torraste är december, med 5 mm nederbörd.